# Diagnosta laboratoryjny
Diagnosta laboratoryjny – osoba spełniająca formalne kwalifikacje do pracy w medycznym laboratorium diagnostycznym oraz wpisana na Listę Diagnostów Laboratoryjnych, prowadzoną przez Krajową Izbę Diagnostów Laboratoryjnych. Jest to zawód zaufania publicznego uregulowany ustawą z dnia 15 września 2022 r. o medycynie laboratoryjnej (Dz.U. z 2023 r. poz. 2125), a do 2022 r. normowała go ustawa z dnia 27 lipca 2001 r. o diagnostyce laboratoryjnej (Dz.U. z 2022 r. poz. 134).

## Wymagania
Wymagania wobec osoby chcącej zostać diagnostą laboratoryjnym określa art. 11 ustawy z dnia 15 września 2022 r. o medycynie laboratoryjnej. Może nim być m.in. osoba, która ukończyła w Rzeczypospolitej Polskiej jednolite studia magisterskie na kierunku analityka medyczna lub medycyna laboratoryjna i uzyskała tytuł zawodowy magistra, ma pełną zdolność do czynności prawnych oraz posiada stan zdrowia pozwalający na wykonywanie zawodu diagnosty laboratoryjnego
O wpis na Listę Diagnostów Laboratoryjnych może się ubiegać także osoba, która zdobyła równoważne wykształcenie poza granicami Polski:
1. posiada dyplom wydany w państwie innym niż państwo członkowskie Unii Europejskiej uznany za równoważny z dyplomem uzyskiwanym w Rzeczypospolitej Polskiej, potwierdzającym tytuł zawodowy magistra na kierunku analityka medyczna, lub
2. posiada kwalifikacje do wykonywania zawodu diagnosty laboratoryjnego nabyte w państwie członkowskim Unii Europejskiej uznane w Rzeczypospolitej Polskiej zgodnie z ustawą z dnia 22 grudnia 2015 r. o zasadach uznawania kwalifikacji zawodowych nabytych w państwach członkowskich Unii Europejskiej (Dz.U. z 2023 r. poz. 334).